# Skand
Skand (Sc, łac. scandium) – pierwiastek chemiczny z grupy metali przejściowych.
Srebrzystobiały metal o gęstości 2,989 g/cm³.

## Izotopy
Znanych jest 25 izotopów skandu z zakresu mas 36–61. W naturze występuje jedyny trwały izotop 45. Izotopy 59, 60 i 61 rozpadają się po co najmniej 360 nanosekundach, izotop 39 w mniej niż 300 nanosekund. Czas rozpadu pozostałych izotopów wynosi od 83,79 dnia (izotop 46) po 12 milisekund (izotop 58).

## Występowanie
Występuje w skorupie ziemskiej w ilości ok. 25 ppm (czyli jest go niewiele mniej niż kobaltu), jednak jest bardzo rozproszony. Jedynym minerałem o dużej zawartości skandu jest tortweityt (Sc
2Si
2O
7), występujący w Norwegii. Zawiera on 35–40% (a nawet do 45%) Sc
2O
3. Naturalne złoża skandu znajdują się w Australii, Chinach, Kazachstanie, Rosji, na Ukrainie, w USA i na Madagaskarze.
W wodzie występuje w ilości 0,000004 ppm, w zwierzętach lądowych 0,00006 ppm, u ssaków głównie w kościach i sercu. Jest niezbędny do rozwoju dwóch organizmów, kropidlaka czarnego (Aspergillus niger) oraz Cercospora granati. U pacjentów z rakiem stwierdzono obniżone stężenie skandu we włosach (0,006 ± 0,004 μg/g, u zdrowych ludzi – 0,07 ± 0,07 μg/g).
Został odkryty w 1879 roku przez szwedzkiego chemika Larsa Fredrika Nilsona w Uppsali. W 1869 jego istnienie przewidział Dymitr Mendelejew na podstawie luki w układzie okresowym, szacując masę atomową na do 45 u.

## Otrzymywanie
Ze względu na rzadkość występowania, tortweityt nie jest istotnym źródłem skandu na skalę przemysłową. Jest on pozyskiwany głównie jako produkt uboczny podczas otrzymywania wolframu i przerobu rud uranu, w których znajduje się ok. 0,2‰ Sc
2O
3.
Metaliczny skand otrzymywany jest z Sc
2O
3, który ogrzewa się do temperatury 600 °C z fluorowodorem, w wyniku czego powstaje fluorek skandu(III) oraz tlen i wodór. Uzyskany fluorek redukuje się wapniem:
2ScF
3 + 3Ca → 3CaF
2 + 2Sc
Surowy skand oczyszcza się w warunkach próżniowych w temperaturze 1650–2000 °C. W temperaturze 700–800 °C usuwane są halogenki sodu, potasu i pozostałe halogenki skandu..